# Campobello di Mazara
Campobello di Mazara es una localidad italiana de la provincia de Trapani, región de Sicilia, con 10.800 habitantes.

## Evolución demográfica
| Gráfica de evolución demográfica de Campobello di Mazara entre 1861 y 2001 |
|                                                                            |
| Fuente ISTAT - Elaboración gráfica por parte de Wikipedia                  |